# Eophyllium
Az Eophyllium a rovarok (Insecta) osztályának a botsáskák (Phasmatodea) rendjéhez, ezen belül a vándorló levelek (Phylliidae) családjához tartozó kihalt nem.

## Tudnivalók
Az Eophyllium az eocén kori vándorló levelek képviselője és lehet, hogy őse is. Mint a mai fajok az Eophyllium is a növényzet leveleihez hasonlított, álcázás céljából. A nemnek eddig csak egy felfedezett faja van, az Eophyllium messelensis.
A rovar épségben megmaradt testét a németországi Messel lelőhelynél találták meg. A réteget, amelyben megtalálták 47 millió évesre becsülik. A 6 centiméteres rovar testének alakja, éppen olyan alakú, mint a mellette talált őslevelek alakja.
Ennek az eocéni vándorló levélnek az ivarszerve majdnem azonos szerkezetű, mint a mai fajoké, ami arra utal, hogy ezen rovarok több millió év elteltével sem változtak jelentősen. Az Eophyllium a mai fajoktól csak az első pár lábában különbözik, hiszen neki nincsenek meg azok a levélszerű kinővések, amelyekkel a modern vándorló levelek fejüket takarják el.

### Fordítás
Ez a szócikk részben vagy egészben  az   Eophyllium című angol Wikipédia-szócikk fordításán alapul.  Az eredeti cikk szerkesztőit annak laptörténete sorolja fel. Ez a jelzés csupán a megfogalmazás eredetét és a szerzői jogokat jelzi, nem szolgál a cikkben szereplő információk forrásmegjelöléseként.